# Söyliönkorpi
Söyliönkorpi este o arie protejată (arie specială de conservare — SAC, sit de importanță comunitară — SCI) din Finlanda întinsă pe o suprafață de 4,2 ha, integral pe uscat.

## Localizare
Centrul sitului Söyliönkorpi este situat la coordonatele 61°13′40″N 24°38′30″E / 61.2278°N 24.6417°E.

## Înființare
Situl Söyliönkorpi a fost declarat sit de importanță comunitară în iunie 2005 pentru a proteja 1 specie de plante. Situl a fost protejat și ca arie specială de conservare în aprilie 2015.

## Biodiversitate
Situată în ecoregiunea boreală, aria protejată conține 1 habitat natural: Mlaștini împădurite.
La baza desemnării sitului se află o specie protejată de  plante: Herzogiella turfacea.
Pe lângă speciile protejate, pe teritoriul sitului au mai fost identificate 3 specii de plante.